# Isak Magnusson
Isak Arne Edvard Magnusson (16 giugno 1998) è un calciatore svedese, centrocampista o attaccante dell'Öster.

## Carriera
È cresciuto nelle giovanili del Lindås BK, squadra dell'omonima area urbana nei pressi di Emmaboda, ed è rimasto nel club anche dopo la fusione con il Långasjö GoIF avvenuta nel 2008.
Al termine della stagione 2014 si è spostato a Kalmar, città distante circa 60 km, per entrare nel settore giovanile della locale formazione militante in Allsvenskan, il massimo campionato svedese.
Dopo due anni di solo settore giovanile, Magnusson ha debuttato in prima squadra il 16 maggio 2017, in occasione della 9ª giornata che ha visto il Kalmar cadere sul campo dell'IFK Norrköping. Nell'arco di quella stagione ha collezionato tre presenze in campionato, tutte da subentrante a partita in corso. Maggiore spazio ha avuto invece durante l'Allsvenskan 2018, avendo giocato da titolare più della metà delle partite. Il 2018 è stato anche l'anno del primo gol ufficiale, con un diagonale per il temporaneo 3-0 in trasferta contro l'IFK Göteborg. Nel 2019 in 17 presenze non ha mai segnato, mentre nel corso dell'Allsvenskan 2020 ha realizzato 5 reti in 26 presenze.
Il 21 luglio 2021, a stagione in corso, Magnusson ha chiuso la sua parentesi al Kalmar con 77 partite e 6 reti all'attivo per essere ceduto all'Öster, squadra militante nella seconda serie nazionale con cui ha firmato un accordo della durata di due anni e mezzo.